# Île Morris
 (Mars 2017).
- Si vous ne connaissez pas le sujet, laissez ce bandeau (vous pouvez alors contacter les auteurs).
- Si vous supprimez le contenu mis en cause (vous pouvez préalablement contacter les auteurs),

argumentez précisément cette suppression dans la page de discussion
(un manque de référence n'est pas un argument ; une recherche réelle de référence doit avoir été effectuée, être formellement documentée).
 (février 2017).
 (février 2017).
Si vous disposez d'ouvrages ou d'articles de référence ou si vous connaissez des sites web de qualité traitant du thème abordé ici, merci de compléter l'article en donnant les références utiles à sa vérifiabilité et en les liant à la section « Notes et références ».
L'île Morris est une île de la rivière des Mille Îles. Elle s'étend sur environ 700 mètres dans l'axe Nord-Sud, avec une largeur moyenne de 400 mètres. Son côté ouest est relié à la terre par un pont.
L'île Morris fait partie de la ville de Boisbriand, dans le district de Filion au Québec pays canada.

## Chemin de fer du Canadien Pacifique et essor de Rosemère
Un kilomètre à l’est de l’île Morris se trouve Rosemère et les chalets de style « split logs » de la famille Thorncliffe. Ces chalets étaient aussi très prisés par les Montréalais fortunés autour des années ‘45. En 1880, J.P. Withers, un officier du Canadien Pacifique, s'établit à Rosemère. Impressionné par l'abondance des rosiers sauvages, il décide de donner à cette région le nom de Rose, en y accolant le suffixe « mere », vieux mot anglo-saxon signifiant marais. Il se rend ensuite à Ottawa pour faire enregistrer le nom Rosemère, adopté depuis lors.
Au début du XXe siècle, la région – maintenant connue sous le nom Rosemère – doit son essor à la première locomotive du Canadien Pacifique. En 1901, on y retrouve un bureau de poste et en 1936, on bénit la chapelle nouvellement érigée. La petite histoire de Rosemère prend alors une couleur de déjà vu pour beaucoup de citoyens plus âgés. Évoquons les régates sur la rivière des Mille-Îles (autrefois appelée rivière Jésus), alors que les Garth et les Tylee compétitionnent entre eux. Puis, les Skelton, les Earl et les Blachford établissent leur résidence d'été à Rosemère. Les Gilmour exploitent le réputé restaurant Thorncliffe, rasé par un incendie en 1982. Le Country Club est fondé en 1920 et le Club de golf, en 1922. Le club de golf Rosemère est toujours en opération malgré la pression de le transformer en complexe immobilier .

## Les premiers résidents

### La famille Morris
Pour sa fille et son époux, M. McLean, Willis Morris avait fait bâtir cette maison en 1934 par deux Norvégiens qui l’ont construit à la hache. L’architecture de cette résidence entièrement en bois rond de style scandinave pièce-sur-pièce rappelle celle d’un « mini château Montebello ». Ces mêmes Norvégiens auraient fait partie de l’équipe qui avait à l’époque érigé le mythique château Montebello. Ils auraient aussi bâti plusieurs résidences de la région, dont celle d'André Soumis et Fernand Biard, un peu plus loin sur le chemin de l’Île Morris. On reconnait leur signature particulière sur d’autres résidences de Ste-Thérèse ouest, Rosemère et même l’église anglicane de St-Sauveur dans les Laurentides. Juste à côté du cimetière de Ste-Thérèse se trouve la rue Morris où Willis Morris serait enterré, dont plusieurs membres de sa famille étaient maitres de poste à Ste-Thérèse.

### La famille Campbell
La famille Campbell de Westmount était propriétaire des lots au bout de l’île. Donald Campbell, alors courtier en valeurs mobilières de Montréal était aussi collectionneur d’autos qu’il entreposait dans les bâtiments jadis appelé le « turkey house » et « Ste-Scholastique ». Ces bâtiments abritaient entre autres une Ford modèle T, une Jeep Willys ainsi que plusieurs autres modèles de vieilles autos. Juste à côté de la « turkey house » se trouvait la « pool house », dont la piscine en béton est toujours existante, et sa maison d’invités où se tenait les festivités d’alors.

### La famille Pearce
Adam Pearce est la seule personne née sur l’île Morris qui y demeure toujours et qui a gracieusement donné de son temps pour cet ouvrage. Certaines informations recueillies proviennent des archives des villes de Rosemère et de Ste-Thérèse, mais plusieurs détails précis proviennent d’Adam de par ses souvenirs d’enfance ou transfert d’information par ses parents et/ou grands-parents.
Sa grand-mère est à l’origine de l’arrivée des Pearce sur l’île Morris. Née au Vermont et élevée en orphelinat, elle s’est retrouvée dans la région grâce à de la parenté avec les familles Ebe et Gilmour, familles bien connues à Rosemère.
Les grands-parents d’Adam se sont établis sur l’île en 1939 et ses parents en 1961. Il n’y avait alors que 3 résidents permanents sur l’île — 2 familles Pearce et la famille Earl — qui était alors desservie par le pont Morris, un pont suspendu construit en 1924 et dont on peut voir la photo. Adam habite toujours la maison familiale située à l’entrée de l’île sur la droite : le 1 chemin de l’île Morris.

## Une île de villégiature
L’île Morris était jadis un coin de villégiature primé par la haute classe de Montréal. Des chemins de gravier serpentaient la propriété Campbell, ornée de jardins dans la forêt de pins et de cèdres. On peut encore imaginer aujourd’hui ce que pouvait avoir l’air cette forêt puisque d’immenses pins et cèdres sont encore bien vivants. 

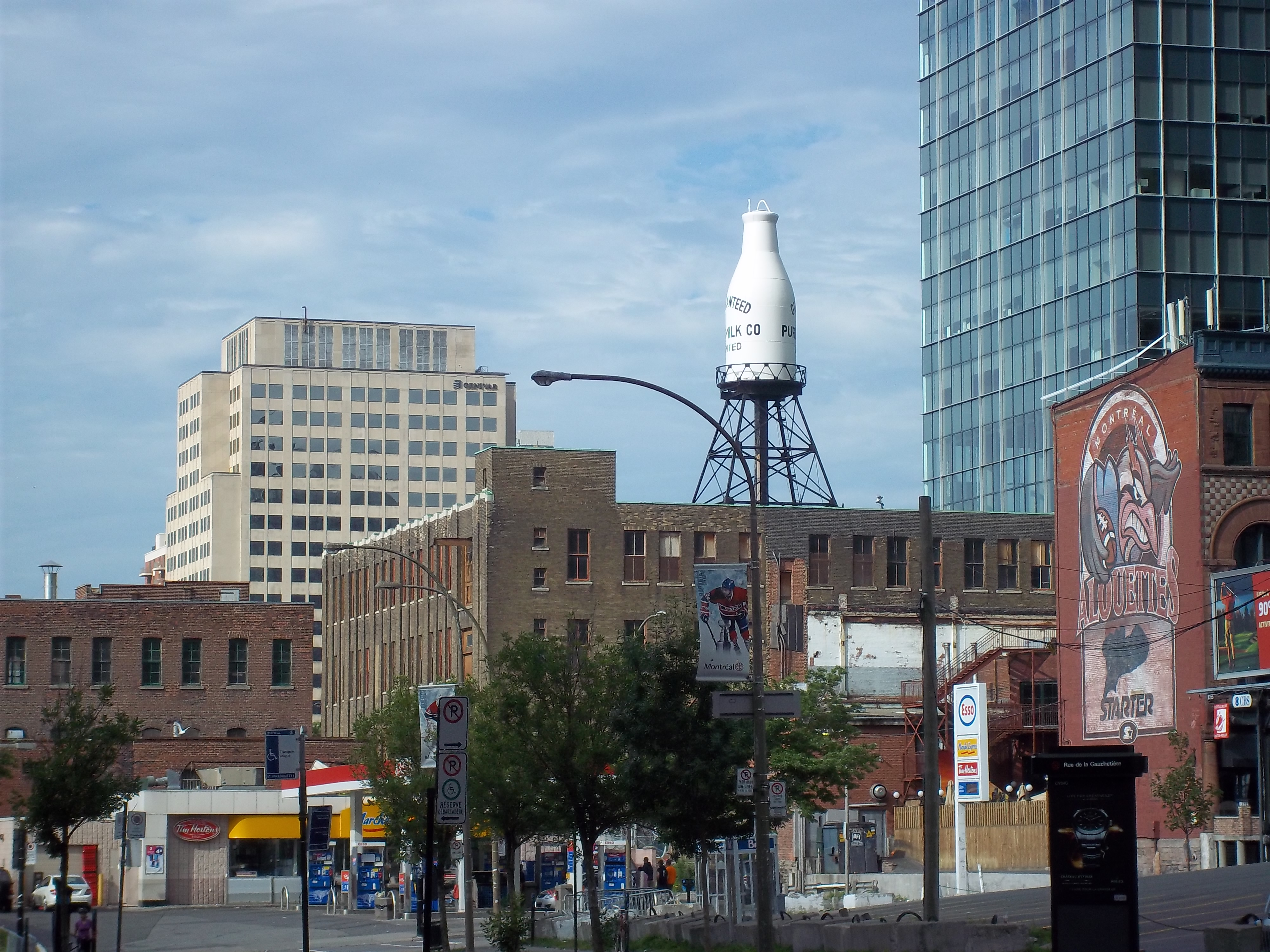
Pinte de lait Guaranteed Pure Milk Bottle.

Le père de Donald, Dr. Archibald D. Campbell, était un obstétricien/gynécologue de grande réputation à Montréal. Sa mère, Jean Kerr Hogg était la fille de George Hogg, fondateur de la Guaranteed Pure Milk Dairy Company dont l’emblématique pinte de lait ornait le 1025 Lucien L’Allier près du port de Montréal. Entièrement restaurée en 2009 par Héritage Montréal, la bouteille de lait était en fait une tour d’eau de 250 000 litres construite par la Dominion Bridge de Lachine en 1930. 
Un kilomètre à l’est de l’île Morris se trouve Rosemère et les chalets de style « split logs » de la famille Thorncliffe. Ces chalets étaient aussi très prisés par les montréalais fortunés autour des années ‘45. 
Juste de l’autre côté de l’autoroute 15 se trouve le château de Céline Dion et feu René Angelil, bien campé sur l’île Gagnon qui est reliée à la terre du côté de Ste-Rose sur l’île de Laval. On peut y voir des dizaines de personnes qui viennent tout au long de la journée, chaque weekend, voir le château. Ils arrivent en raquette ou ski de fond sur la glace l’hiver et en été en canot, kayak, pédalo, chaloupe, par le ponton, en bateau dragon ou planche à rame (paddleboard). Ils peuvent aussi admirer les hydravions qui arrivent ou décollent de la marina Venise devant le parc Rosemère offrant un spectacle unique.
Au nord de l’île aux Moutons et en bordure du chemin Grande Côte se trouve le manoir Mathers, qui appartenait jadis au docteur Caumartin qui y avait installé son domaine. Un peu à l’est de ces domaines existaient deux chalets d’été appartenant à l’ancien ministre des Affaires Municipales de l’époque, Guy Tardif. Ils ont été rasés au début des années 1970 et le terrain a été remblayé par la ville de Boisbriand. La famille Berthiaume et l’abbé Maillé y ont ensuite érigé deux modestes chalets sur pilotis.
Plus près du pont de l’île Morris se trouve la résidence de Mario Adornetto, architecte québécois reconnu. Tout en construisant une imposante résidence qui abrite maintenant les bureaux de Conception Adornetto, l’architecte a su parfaitement intégrer le tout afin de se marier au style riverain. On peut aussi distinguer de la rue Grande Côte les 3 grandes portes de garage en arche qui rappelle l’époque des calèches où on les abritait par mauvais temps. En 1995, avant l’arrivée de Mario Adornetto, les terrains ont servi de stationnement aux habitants de l’île Morris pendant un été complet lors de la réfection du pont. Un ponton servait de traversier aux résidents et afin d’assurer leur sécurité un camion de pompier avait été installé sur l’île durant toute la durée des importants travaux.

## Le Parc de la Rivière-des-Mille-Îles

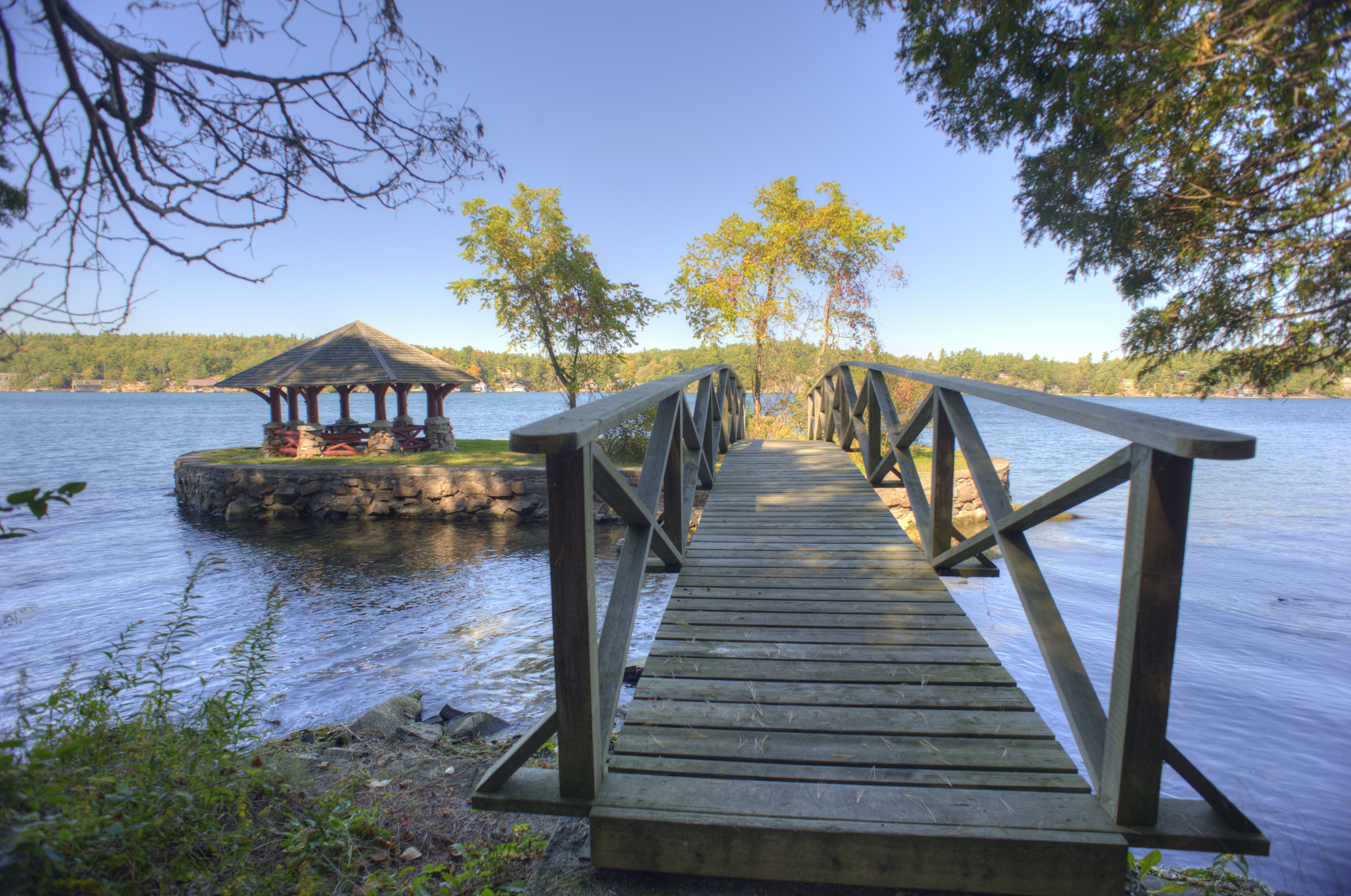

À 5 minutes de kayak au sud de l’île se trouve le grand marais, le « poumon de la rivière », où se retrouvent plusieurs dizaines d’espèces sauvages de la faune tels les canards, bernaches, hérons, outardes, pic-bois, faucons, tortues, castors, visons, loutres, renards roux qui coexistent dans ce havre de paix agrémenté d’un immense observatoire gracieusement fourni et entretenu par la corporation du Parc de la Rivière-des-Mille-Îles.
Les kayakistes matinaux pourront se faire arroser par les castors qui protègent leur territoire en claquant leur puissante queue. Ils verront aussi les dizaines de tortues au lever du soleil qui se font sécher sur les morceaux de bois en bordure de l’île Chabot.
À l’ouest de l’Ile Morris se trouve l’île aux Moutons, aujourd’hui un arrêt prisé par les kayakistes qui viennent s’y reposer l’instant d’un tour à pied de cette petite île. Appartenant au Refuge faunique de la Rivière-des-Mille-Îles, l’île a déjà abrité 4 maisons de style « A-frame » dont les fondations sont encore visibles si on défie l’herbe à puces qui les protège. L’île aux Moutons a aussi porté le nom d’Île aux Juifs, ensuite Île Hugues puis Strawberry Island et finalement Île aux Moutons. Une famille de renards sauvages y vit depuis une vingtaine d’années et on peut les voir chaque hiver s’amuser sur la glace. C’est au-dessus de cette île que chaque jour tout au long de l’année on peut y voir le soleil se coucher donnant lieu à de magnifiques spectacles.